# 638
| 638                |
| ------------------ |
| Dødsfald - Fødsler |
|                    |

| Gregoriansk kalender | 638 DCXXXVIII           |
| Ab urbe condita      | 1391                    |
| Armensk kalender     | 87 ԹՎ ՁԷ                |
| Kinesiske kalender   | 3334 – 3335 丁酉 – 戊戌 |
| Etiopisk kalender    | 630 – 631               |
| Jødisk kalender      | 4398 – 4399             |
| Hindukalendere       |                         |
| - Vikram Samvat      | 693 – 694               |
| - Shaka Samvat       | 560 – 561               |
| - Kali Yuga          | 3739 – 3740             |
| Iransk kalender      | 16 – 17                 |
| Islamisk kalender    | 17 – 18                 |

Se også 638 (tal)

## Dødsfald
- 12. oktober – Pave Honorius 1. dør